# Revolució Xinhai
La Revolució Xinhai (xinès: 辛亥革命, pinyin: Xīnhài Gémìng) o Revolució Republicana Xinesa va ser un període d'agitació social i política que va tenir lloc a la Xina entre 1911 i 1912 i que va finalitzar amb la instauració d'un sistema polític republicà a Manxúria, la qual cosa va significar la fi de 268 anys de govern de la dinastia Qing i de segles de govern imperial. La revolució va començar amb una primera batalla del dia 10 d'octubre de 1911 i va finalitzar amb l'abdicació de l'emperador Pu Yi el 12 de febrer de 1912.
El nom fa referència a l'any en què va ocórrer, anomenat xinhai segons el calendari xinès. A Taiwan la Revolució Xinhai es commemora el 10 d'octubre o "doble 10" (xinès tradicional: 雙十, xinès simplificat: 双十, pinyin: Shuāng Shí). A la Xina, Hong Kong i Macau el mateix dia se celebra com l'aniversari de la Revolució Xinhai. A molts barris xinesos al voltant del món se celebra aquell dia, tant com a "doble 10" o com a aniversari de la revolució.
Quan va començar el procés de la Revolució Republicana, la dinastia manxú dels Qing travessava un notable declivi des de feia més d'un segle. La Xina havia sofert diverses derrotes humiliants per part de les potències estrangeres: des dels conflictes de la Primera Guerra de l'Opi (1839-1843) fins a l'ocupació de Pequín per forces internacionals, una vegada sufocada la revolta dels bòxers (1900).
La Xina havia quedat endeutada amb aquests conflictes, la seva sobirania estava amenaçada, les ciutats costaneres es trobaven sota control estranger i els rius estaven oberts a la navegació d'embarcacions de guerra d'altres països. A més, les massives rebel·lions internes del segle xix (com la Rebel·lió dels Taiping de 1850 a 1864) van desestabilitzar la societat rural xinesa i van debilitar la infraestructura de l'Estat. Davant de la necessitat urgent d'obtenir fons, els Qing van vendre certificats del cos de funcionaris xinès, la qual cosa va minar la credibilitat del sistema d'exàmens confucianista, base de l'organització administrativa.

## Antecedents

### El moviment Ziqiang

Destrucció de partides d'opi per part de funcionaris xinesos

Es considera que la Primera Guerra de l'Opi (1839-1842) és el punt de ruptura amb l'aïllament de la Xina i el punt d'inici de la seva història moderna. Després de la contesa i els tractats firmats amb les potències occidentals, alguns intel·lectuals i oficials xinesos estaven convençuts que no era possible enfrontar-se amb els nous desafiaments que presentava el món modern sense que hi hagués canvis profunds.
A l'interior del país s'estaven produint revoltes simultànies contra el govern establert: la Rebel·lió Taiping (1850-1864), la Rebel·lió Nian (1851-1864) i la Revolta Panthay (1856-1873) dels musulmans xinesos. La Xina havia quedat endeutada amb els conflictes externs i les revoltes internes, la seva sobirania estava amenaçada, les ciutats costaneres es trobaven sota control estranger i els rius estaven oberts a la navegació d'embarcacions de guerra d'altres països.
La mort de l'emperador Xianfeng i el cop d'estat liderat pel príncep Gong i l'emperadriu vídua Cixi, que es van convertir en regents del jove emperador Tongzhi, van permetre iniciar una sèrie de reformes, conegudes com el Moviment Ziqiang (xinès: 自强, pinyin: zìqiáng) o com a Moviment d'auto-enfortiment enfocades a estudiar la ciència i les maneres de producció d'Occident, en un intent per enfortir la Xina a través de l'establiment de la indústria i del comerç. D'altra banda, les potències occidentals es van adonar que per mantenir els avantatges obtinguts als tractats era necessari preservar la integritat de la Xina i el govern de la dinastia Qing i van prestar el seu suport a aquestes reformes.
Tanmateix, la derrota xinesa en la Primera Guerra Sinojaponesa (1894-1895) va deixar clar que els canvis i els avenços tecnològics en alguns punts no eren sinònims de canvis profunds en la societat feudal xinesa.

### Reforma dels Cent Dies

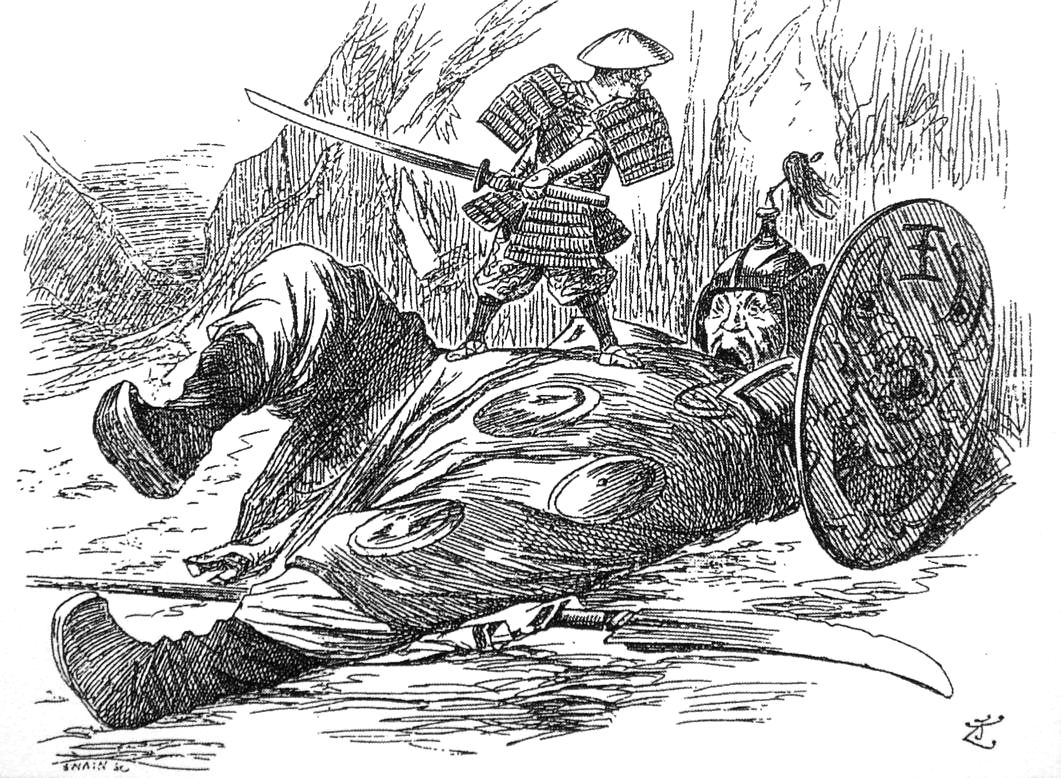
Victòria del "petit" Japó sobre la "gran" Xina el 1894

La severa derrota de 1895 contra el Japó que va ser percebuda pel poble xinès com un desastre nacional, ja que el Japó n'havia estat un estat tributari, era molt més petit que la Xina i era percebut com una nació inferior. Els cercles no-governamentals amb interessos nacionals van començar a clamar per accelerar les reformes de gran envergadura proposades pels intel·lectuals. Algunes d'elles, tals com les de Kang Youwei i Liang Qichao, advocaven per imitar les reformes adoptades pel Japó i Rússia per modificar el sistema polític i social mantenint el govern imperial.
La Reforma dels Cent Dies, anomenada així a causa de la seva curta durada, va començar el 1898 amb el suport de l'emperador Guangxu. Cent tres dies després la reforma va ser avortada quan l'elit conservadora en el govern, recolzada per l'emperadriu vídua Cixi, el 21 de setembre d'aquell mateix any, va donar un cop d'estat.
Molts reformistes van haver d'exiliar-se, tanmateix, encara en van romandre al país molts dels quals desitjaven una monarquia constitucional, similar a la del Regne Unit, donant el poder a un govern democràtic, però permetent a la família imperial romandre dins del sistema polític. Davant de la necessitat urgent d'obtenir fons, els Qing van vendre certificats del cos de funcionaris xinès, la qual cosa va minar la credibilitat del sistema d'exàmens confucianista, base de l'organització administrativa.

### L'abolició de l'examen imperial

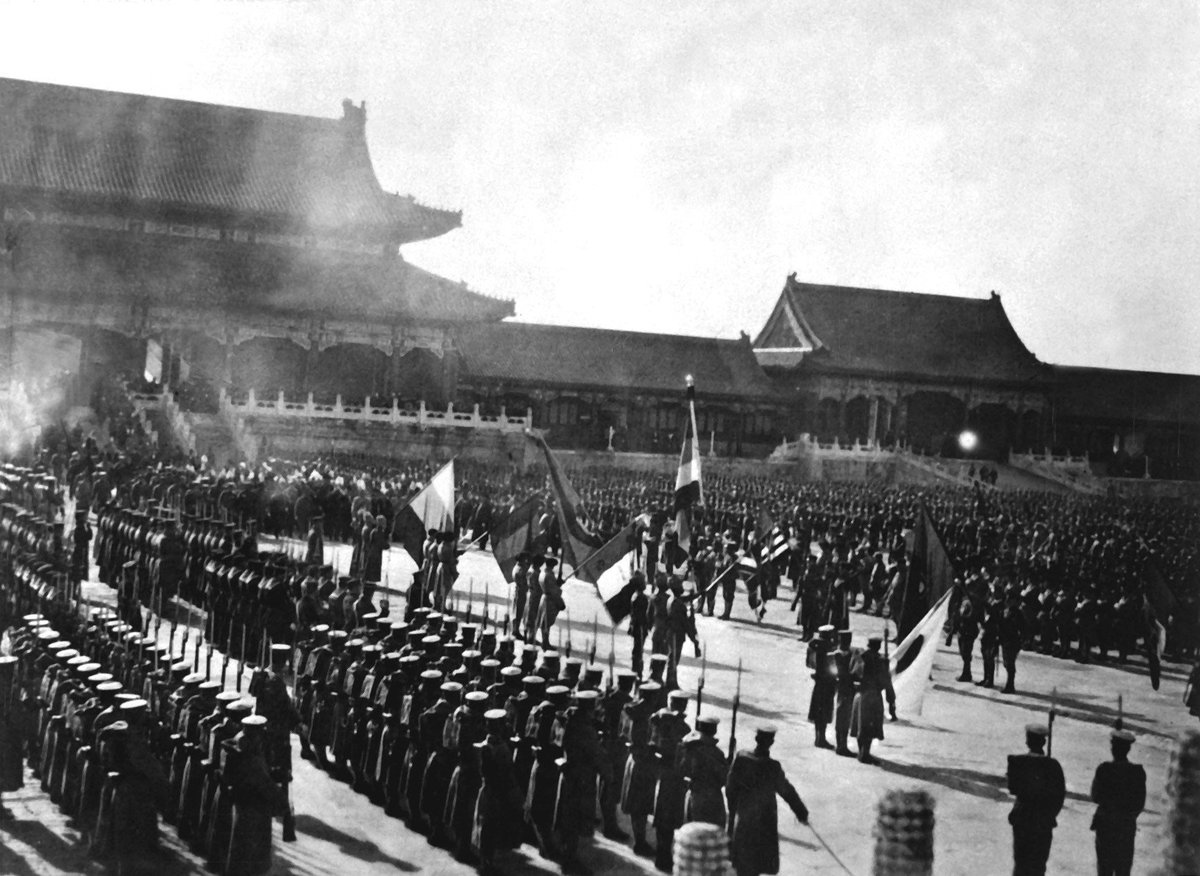
Tropes de l'Aliança de les Vuit Nacions a Pequín durant la Rebel·lió Boxer

Després de l'esclafament de la Rebel·lió dels Bóxers (1899-1901) per part de l'Aliança de les Vuit Nacions, el govern Qing, liderat per l'emperadriu vídua Cixi, va començar per dur a terme els canvis que Kang Youwei i Liang Qichao havien exigit en la Reforma dels Cent Dies. La falta d'habilitat del govern per enfrontar-se a la rebel·lió li va fer perdre el poc favor del qual encara gaudia entre la població.
L'Estat va abolir el sistema d'exàmens confucianista, es van crear acadèmies militars similars a les d'Occident i es van concedir beques per estudiar en universitats estrangeres. La cort, per tal de reformar el sistema polític, va establir assemblees provincials i es va comprometre a redactar una constitució. D'entre aquests canvis, el que més repercussió tindria per a la població seria l'abolició definitiva, el 2 de setembre de 1905, de l'examen imperial (xinès: 科舉, pinyin: kējǔ) que permetia accedir a alts càrrecs de l'administració, almenys teòricament, a qualsevol home adult, amb independència de la seva riquesa o nivell social.
Alhora, el govern va començar a construir nous col·legis en els quals s'ensenyaven matèries comunes a Occident, com ciències o matemàtiques, en comptes de proporcionar una educació basada en la tradició confuciana. En esclatar la Revolució Xinhai hi havia prop de 60.000 d'aquestes escoles.
Després de l'abolició de l'examen imperial els aspirants a funcionaris es van trobar que ja no podien aconseguir un lloc en l'administració pel sol fet de superar una prova, cosa que va conduir a un canvi dràstic del món polític.

### Campanya constitucionalista
L'1 de setembre de 1906 el govern Qing va anunciar una campanya constitucionalista. Els constitucionalistes de les elits socials de cada província van pressionar el govern perquè formés un gabinet. El govern imperial no va donar mostres de voler cedir el poder fora de la dinastia regnant: 9 dels 13 membres del gabinet eren manxús, i 7 d'ells eren de la mateixa família imperial. El maig de 1911, es va anunciar que el primer ministre d'aquest gabinet passava a ser el nou Príncep Qing. Com a resultat, els constitucionalistes de les províncies es van sentir decebuts i van passar a donar suport a la revolució en una campanya per salvar la nació.

### Formació de nous exèrcits
En els últims anys de la dinastia Qing, l'antic Exèrcit dels Vuit Estendards (xinès: 八旗, pinyin: baqí) havia anat perdent el seu anterior poder. Durant la Rebel·lió Taiping, el govern s'havia recolzat en les guarnicions provincials d'aquest exèrcit i s'havia trobat amb grans problemes per poder sufocar-la. La Primera Guerra Sinojaponesa va posar en evidència definitivament que l'organització interna de l'Exèrcit dels Vuit Estendards, que encara reflectia la divisió tribal dels manxús, era obsoleta.

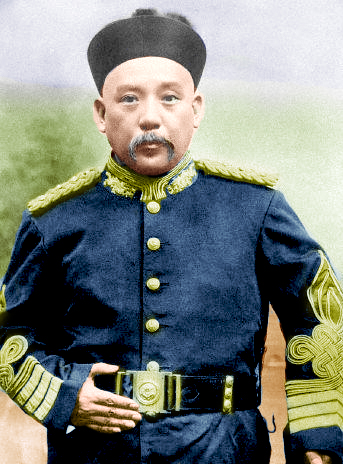
Yuan Shikai, comandant de l'Exèrcit de Beiyang

Després de la guerra i en vista de l'estat de les tropes, la dinastia Qing va decidir formar 36 nous regiments per reemplaçar els antics. Dels 36 regiments, 6 conformarien un nou exèrcit a l'estil occidental, l'Exèrcit de Beiyang (xinès: 北洋軍, pinyin: Běiyáng-jūn) o Exèrcit del Nord-oest, controlat per Yuan Shikai. Per formar els nous oficials, es van construir escoles militars a totes les províncies. Els militars de les acadèmies xineses van adoptar una posició ultranacionalista i van culpar els manxús de la situació del país. Al seu torn, les noves assemblees provincials van començar a demandar més autonomia i la promulgació immediata d'una constitució.
En aquella època molts estudiants de famílies adinerades optaven per estudiar a l'estranger, particularment al Japó, en el qual hi va arribar a haver 20.000 estudiants xinesos poc després de la guerra. Les reformes van encoratjar encara més l'esperit revolucionari. Els estudiants xinesos que es trobaven al Japó es van unir al grup de Sun Yat-sen per formar la T'ung-meng Hui (Lliga Revolucionària Unida).

### Sentiment antimanxú
El conflicte entre la minoria manxú i la majoria de xinesos d'ètnia han a poc a poc s'havia anat diluint durant el regnat de la dinastia Qing. Tanmateix, els conflictes entre aquestes dues ètnies van reaparèixer novament amb el declivi de la dinastia manxú i, sobretot, després de la repressió brutal que va posar fi la Rebel·lió Taiping.
Després de 1890, els escrits hostils cap als manxús van tornar a estar en voga. Llibres que havien sobreviscut des dels últims anys de la dinastia Ming (1368 – 1644), l'última dinastia de xinesos han, van servir d'inspiració per a molts revolucionaris; un d'ells, Sun Yat-sen se centrava més en les reformes polítiques i econòmiques, mentre que la majoria dels revolucionaris de començaments del segle xx advocava per l'expulsió dels manxús.
Després que la dinastia Qing fos enderrocada, el lema de la revolució canviaria, d'expulsió dels manxús a harmonia entre totes les ètnies en un intent per reunificar el país, que es trobava totalment fragmentat.

## Desenvolupament

### Aixecament de Wuchang

Bandera de la Rebel·lió de Wuchang. Després va ser la bandera de l'exèrcit xinès entre 1913 i 1928

A començaments del segle xx la ciutat de Wuchang havia adquirit importància, ja que era on es fabricaven les armes amb què la dinastia Qing estava equipant el seu nou exèrcit. Aquests exèrcits, totalment reformats tenien com a finalitat protegir la dinastia. Les idees revolucionàries de Sun Yat-sen van reeixir entre els oficials i soldats de les unitats acantonades a Wuchang.
La revolució va esclatar per accident. Un grup de revolucionaris havien estat construint bombes a la Concessió Russa de la ciutat, una d'aquestes va explotar accidentalment el 9 d'octubre de 1911. Mentre es rescataven els supervivents de l'explosió, la policia va començar a investigar perquè es mantenien bombes amagades i això va conduir al descobriment de fulls volants de propaganda i llistes que vinculaven a alguns militars amb activitats antimonàrquiques.
El govern va decidir prendre mesures dràstiques contra aquells militars, que abans de ser capturats van preferir fugir. Aquella mateixa nit va començar l'aixecament. El Vuitè Batalló d'Enginyers, va prendre les armes i es va revoltar, expulsant el virrei que es trobava a Wuchang. Això es coneix com l'aixecament de Wuchang (xinès tradicional: 武昌起義, xinès simplificat: 武昌起义, pinyin: Wǔchāng Qǐyì) el 10 d'octubre de 1911. Aquesta insurrecció es considera el començament de la Revolució. A partir d'aquell moment es va desencadenar una onada d'adhesions per part d'altres unitats militars i d'actes de rebel·lia contra la cort Qing de Pequín.
L'11 d'octubre va caure en poder dels revolucionaris la ciutat d'Hànyáng i l'endemà ho va fer Hànku. D'aquesta forma va caure la triple ciutat dividida pels rius Iang-Tsé i riu Hanhe i punt estratègic al centre de la Xina, Wuhan.

### Organització de la Revolució

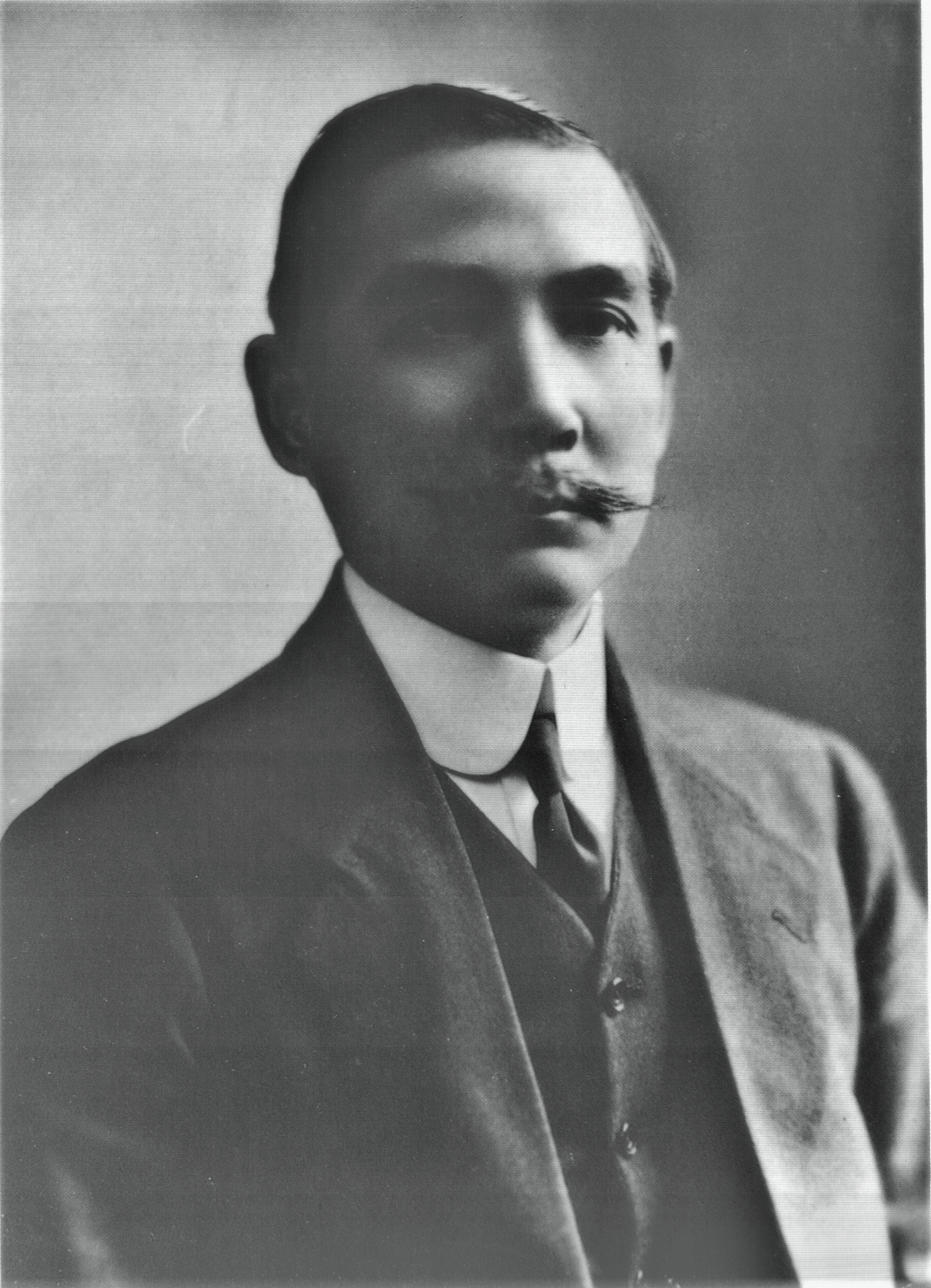
Sun Yat-sen, primer president de la República de la Xina i fundador del Guomindang

Mentre això succeïa a Wuchang, Sun Yat-sen es trobava als Estats Units buscant suport financer per al seu projecte. Esperava trobar suport perquè el govern Qing tenia molts detractors després que el 1909 fossin assassinats un nombre considerable de missioners.
Tanmateix, aixecaments com el Wuchang eren freqüents al sud de la Xina i solien ser sufocats pel Govern central. Però aquest va tardar molt a resoldre el conflicte, la qual cosa va encoratjar cada vegada més els revolucionaris, alhora que els exèrcits de les províncies veïnes s'anaven sumant, com va ser el cas de les tropes del Nou Exèrcit a les províncies de Shaanxi i Hunan, que es van amotinar i es van posar del costat dels rebels de Wuhan el dia 22 d'octubre.

### L'Exèrcit del Nord

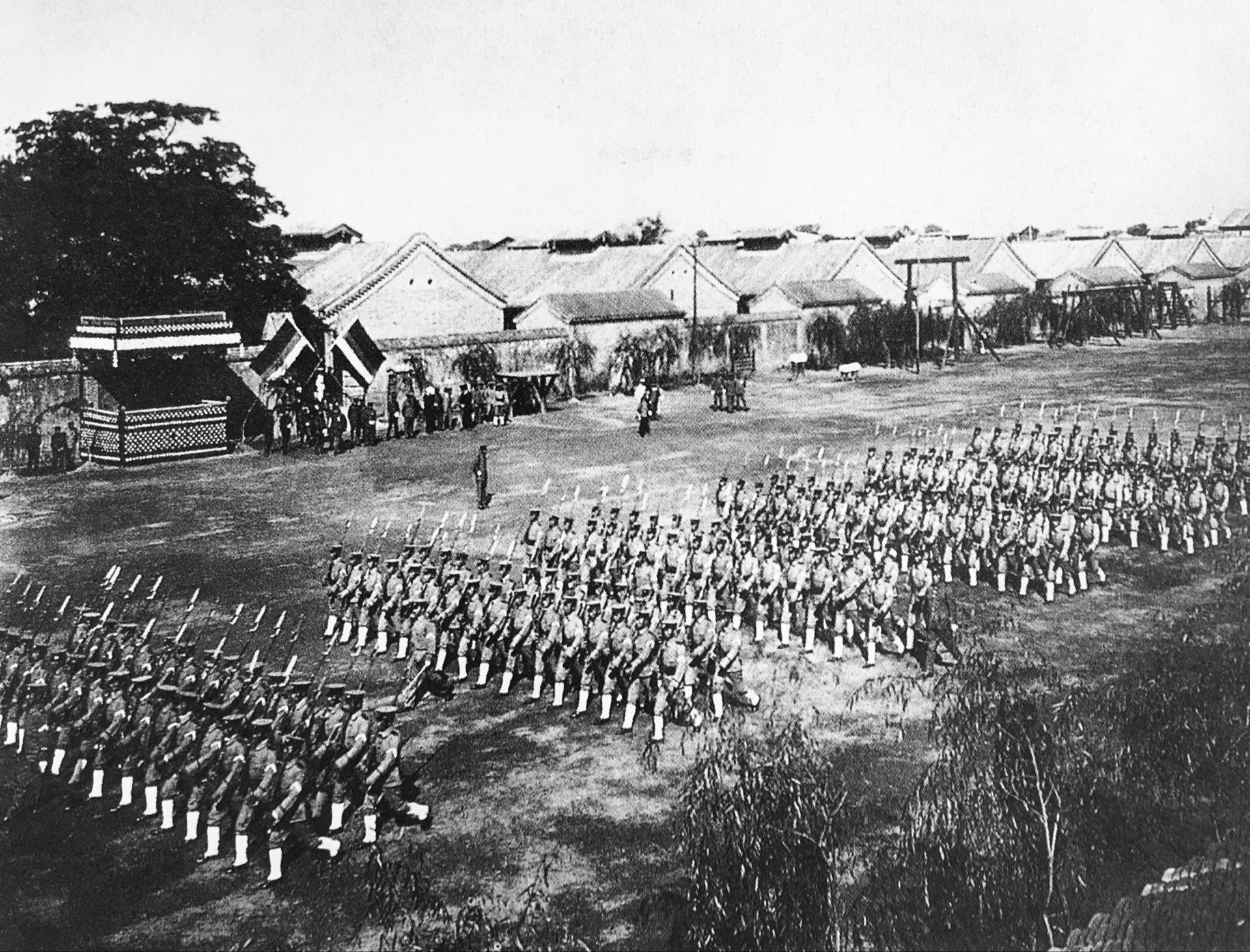
L'Exèrcit de Beiyang fent maniobres

Per afrontar aquesta situació, la dinastia va ordenar a Yuan Shikai, un militar de prestigi que havia participat en la Primera Guerra Sinojaponesa, que dirigís el prestigiós Exèrcit de Beiyang contra els rebels del sud. El 30 d'octubre van tenir lloc sublevacions a Kunming, província de Yunnan, que van començar a les nou de la nit amb una sèrie de trets. Tres hores més tard els rebels van aconseguir el control complet de la ciutat. Unes altres dues províncies, Shanxi i Jiangxi, es van sumar a la rebel·lió. L'1 de novembre es va fundar el govern militar de Yunnan. Així mateix, el 3 de novembre la província de Jiangsu es va adherir a la rebel·lió mentre que el 22 de novembre ho va fer Sichuan i el 12 de desembre Shandong.
Un dia després, l'Exèrcit de Beiyang va atacar i va conquerir Hànku, però, Yuan Shikai va entaular negociacions secretes amb els revolucionaris. A mesura que anaven passant els dies, la rebel·lió avançava, i els comandants de l'exèrcit van exigir a la cort que acceptés una sèrie de peticions anomenades les "dotze reclamacions", que promovia el sistema parlamentari i la reducció del poder de l'emperador, reemplaçant la seva figura de govern per la d'un primer ministre. La cort manxú, sabent que era impossible negar-se a tals demandes a causa de la seva situació deteriorada militar, es va veure obligada a acceptar aquelles condicions. Iuan Shikai va assumir el càrrec de Primer Ministre de l'Imperi Qing.

### Una nova era
La intenció era aconseguir un consens entre la gent. Però els ànims estaven caldejats i el suport popular que rebia la revolució va fer que aquesta continués sumant adhesions. La ciutat de Nanjing va ser una de les últimes en caure, a començaments de desembre. Aquell mateix mes, Sun Yat-sen tornava del seu exili, després d'haver viatjat pels Estats Units i Europa per demanar suports per a la causa republicana. Els revolucionaris, reunits a Nanjing van proclamar la República de la Xina el 30 de desembre de 1911, elegint Sun Yat-sen, que havia arribat a la Xina uns dies abans, com a president provisional. L'1 de gener de 1912 va ser assenyalat com el primer dia de la nova era republicana.
L'inici de la república va marcar per a la Xina un canvi important en el sistema de vida. Es va començar a utilitzar el calendari occidental deixant enrere el calendari lunar amb setmanes de deu dies.

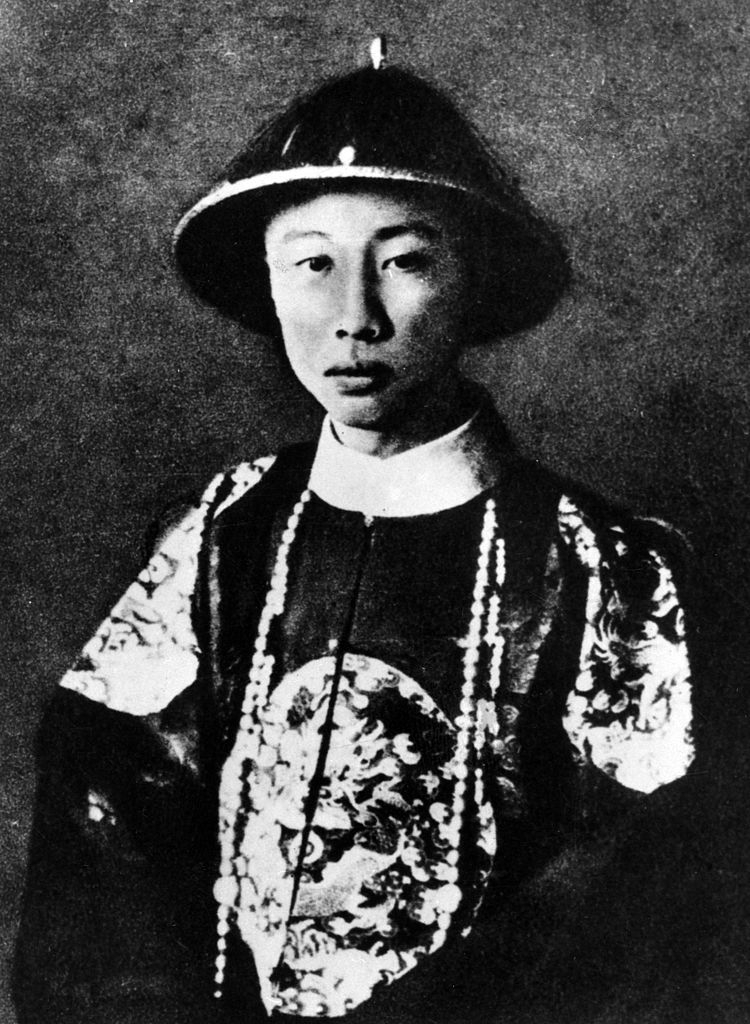
Pu Yi, el darrer emperador de la dinastia Qing

La revolució va acabar el 12 de febrer de 1912, quan el darrer emperador Qing, el nen Puyi (xinès tradicional: 溥儀, xinès simplificat: 溥仪, pinyin: Pǔyí) també conegut pel seu nom d'època com a Emperador Xuantong (xinès tradicional: 宣統, xinès simplificat: 宣统, pinyin: Xuāntǒng), va abdicar sota la pressió del militar Yuan Shikai, que controlava el poderós Exèrcit de Beiyang. Després de negociar amb els revolucionaris de Sun Yat-sen, Yuan Shikai va acceptar forçar l'abdicació de l'emperador a canvi d'ocupar ell mateix el càrrec de President de la República, càrrec que tenia Sun Yat-sen.

## Després de la Revolució
El març de 1912 es va promulgar una constitució de caràcter parlamentari amb elecció de diputats i d'un president. Les primeres eleccions s'haurien d'efectuar en un termini de deu mesos. Sun Yat-sen, amb la intenció de poder participar en les eleccions, va crear el partit polític Guomindang, més conegut en occident com Kuomintang (KMT).
Una vegada realitzades aquestes les eleccions l'any 1913, Yuan Shikai es va negar a deixar el poder. Van desencadenar guerres entre faccions de l'exèrcit lleials a Yuan Shikai i al KMT. Sun Yat-sen va ser enviat a l'exili. A poc a poc, el govern de Yuan es va transformar en una cosa molt semblant al que era la dinastia Qing. Després de la mort de Yuan Shikai en 1916, la República de la Xina va viure un període d'inestabilitat en què el poder real el tingueren els senyors de la guerra, antics governadors militars imperials de les diferents regions. L'1 de juliol de 1917, el senyor de la guerra general Zhang Xun (張勛) va proclamar la restauració de l'Imperi, ara bé, aquest projecte fracassà arran de l'oposició que trobà a tot arreu de la Xina i de l'acció del senyor de la guerra general Duan Qirui; els republicans arribaren a bombardejar la Ciutat Prohibida, i l'intent de restauració finalitzà el 12 de juliol. Els pactes de l'Edicte d'Abdicació van estar vigents fins que, el 1924, el senyor de la guerra Feng Yuxiang desposseí Pu Yi del títol imperial i l'expulsà de la Ciutat Prohibida.